# Włókniakomięśniak gładki
Włókniakomięśniak gładki – łagodny guz nowotworowy zlokalizowany w macicy. W czasie ciąży może utrudniać wzrost płodu i stać się przyczyną porodu przedwczesnego.
Zlokalizowane w dolnym odcinku macicy, stanowią przeszkodę w obniżaniu się główki płodu w kanale rodnym, a w konsekwencji utrudniają przebieg porodu drogami i siłami natury, w okresie poporodowym mogą spowodować krwotoki. W przypadku mięśniaków uszypułowanych, może dojść do ich skręcenia, wymiotów, gorączki i ostrego bólu brzucha. Rozpoznawane są najczęściej w przypadku badania ultrasonograficznego.